# Kanadisches Berufkraut
Das Kanadische Berufkraut (Conyza canadensis (L.) Cronquist, Syn.: Erigeron canadensis L.), auch Katzenschweif und Weiße Dürrwurz genannt, ist eine Pflanzenart aus der Gattung Berufkräuter (Conyza) innerhalb der Familie der Korbblütler (Asteraceae).

## Beschreibung

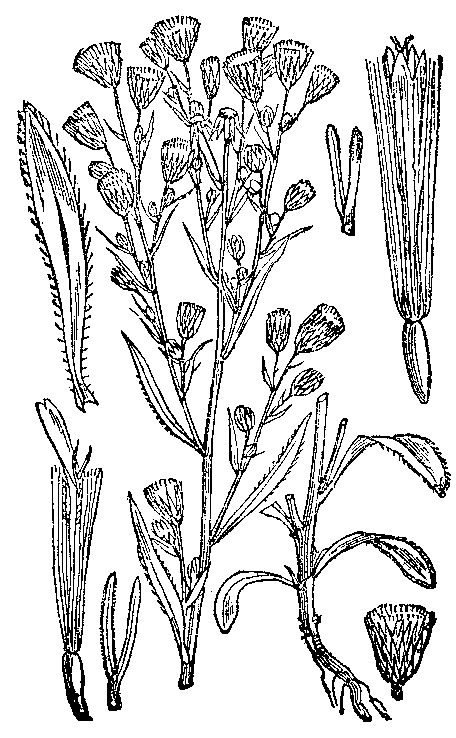
Illustration

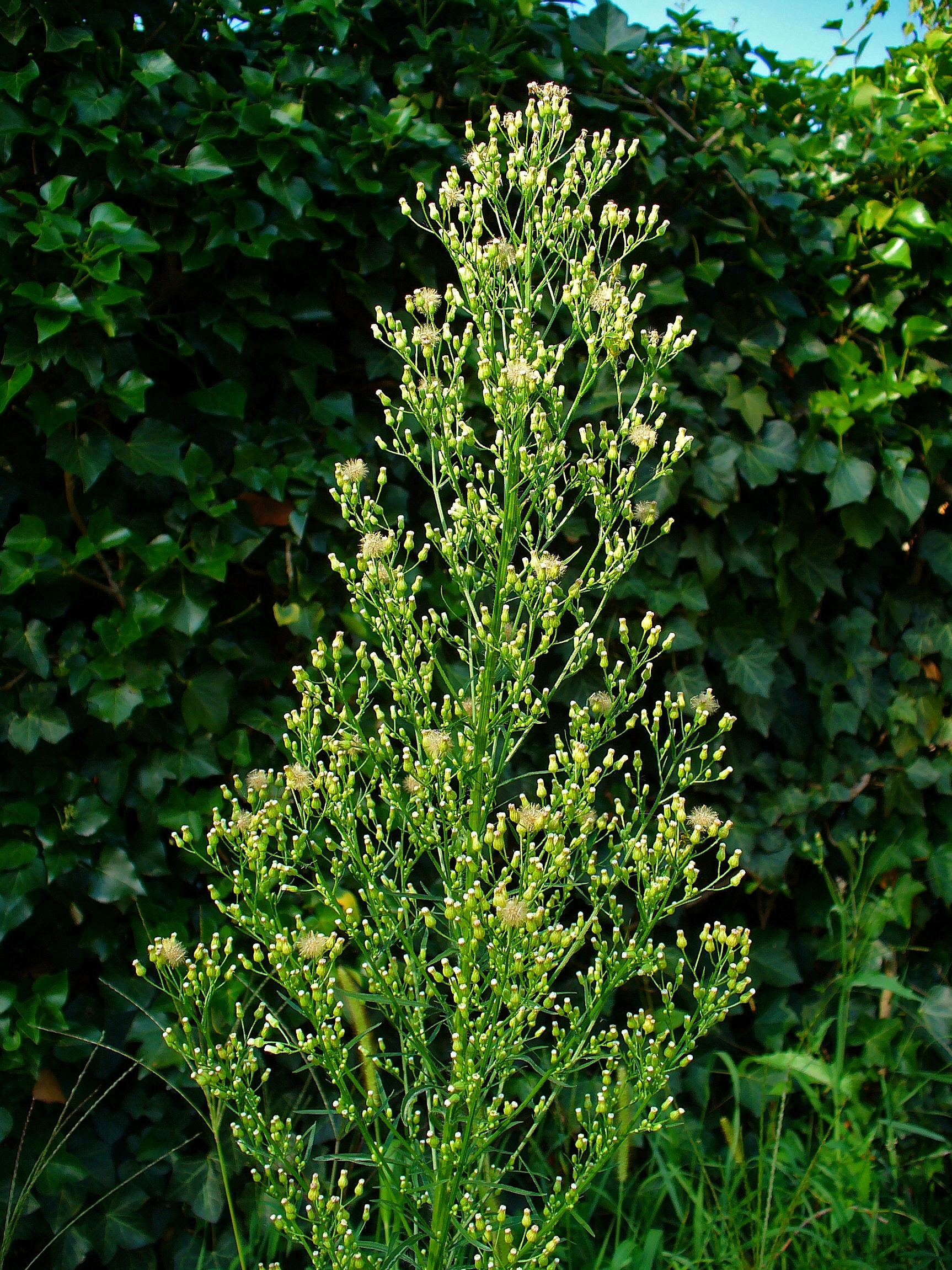
Rispiger Gesamtblütenstand

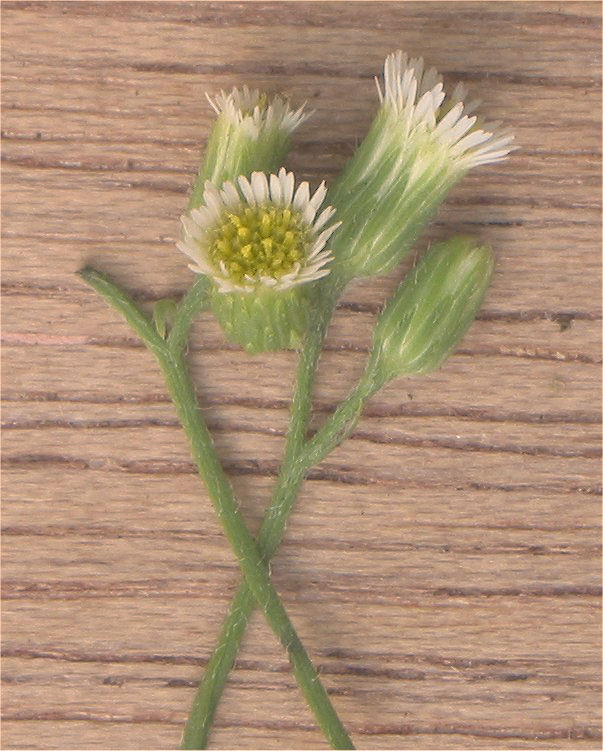
Blütenkörbchen

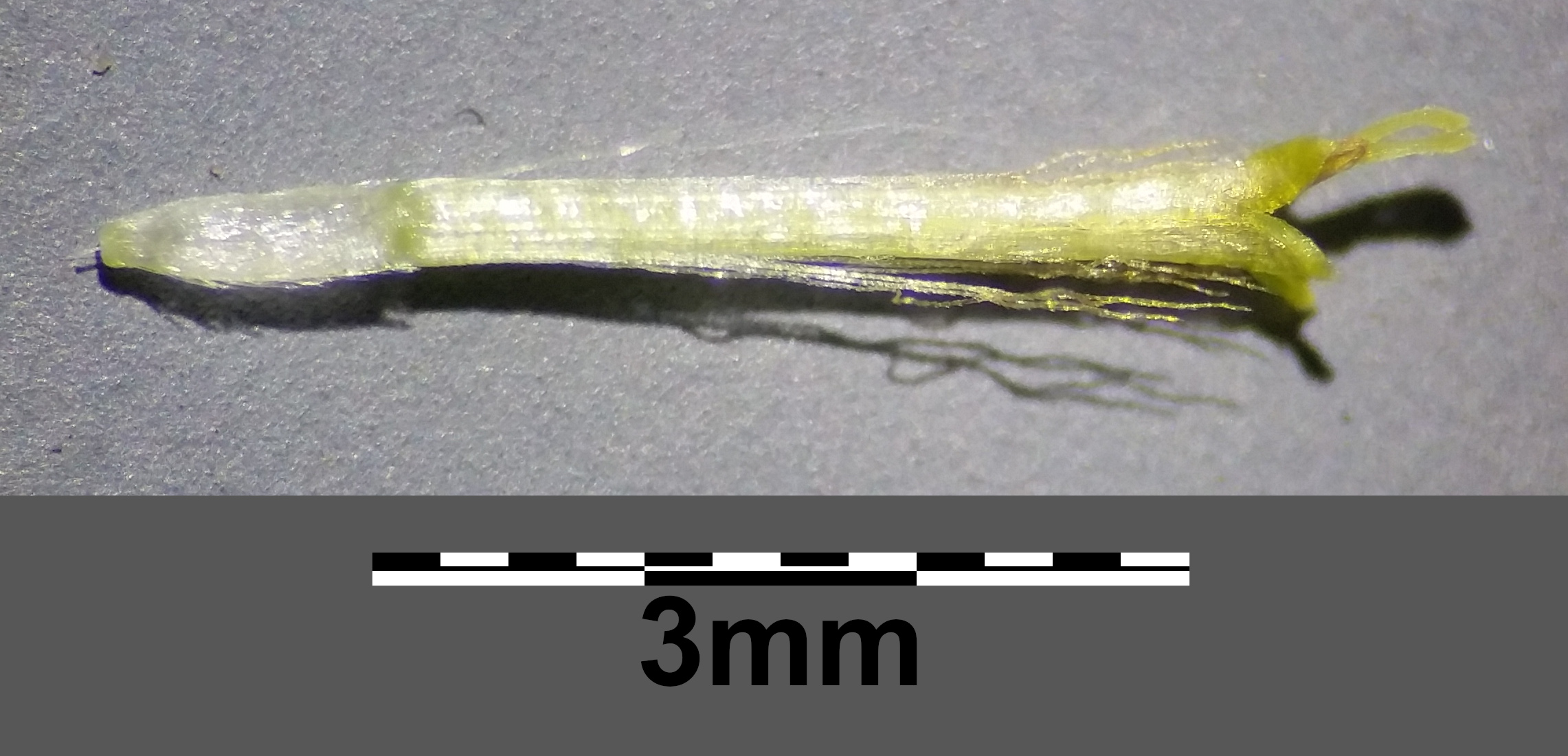
Röhrenblüte im Detail

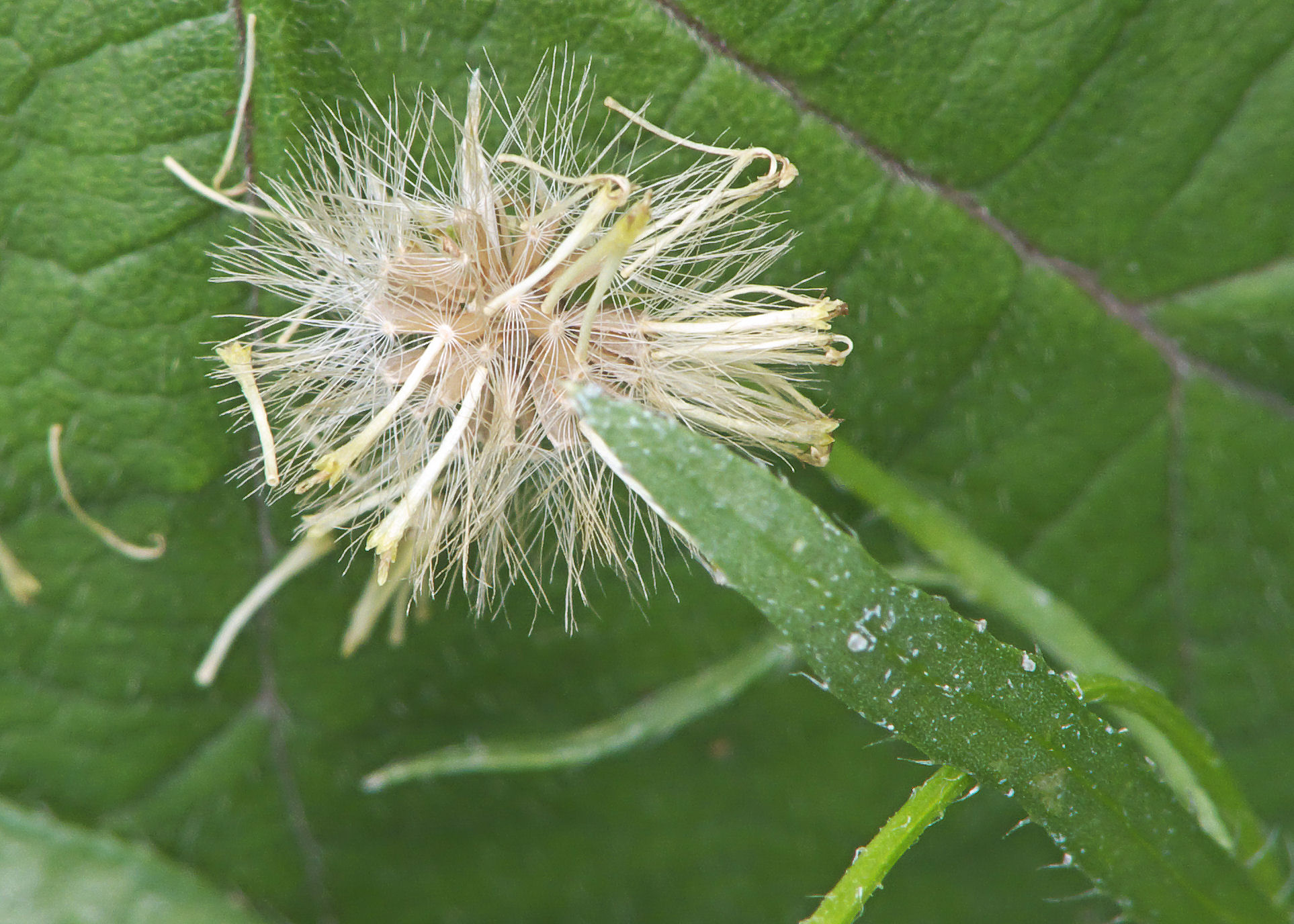
Achänen mit Pappus

### Vegetative Merkmale
Beim Kanadischen Berufkraut handelt es sich um eine ein- bis zweijährige krautige Pflanze, die schlank aufrecht eine Wuchshöhe von 30 bis 100 Zentimetern erreicht, an günstigen Standorten auch mehr. Sie wurzelt über 1 Meter tief. Der Stängel ist erst im Bereich des Blütenstandes verzweigt.
Die Laubblätter stehen dicht, wechselständig am Stängel. Die einfache Blattspreite ist mit einer Breite von maximal 1 Zentimeter linealisch bis linealisch-lanzettlich. Die unteren, rosettig stehenden Laubblätter sind ein wenig breiter als die oberen, schmal oval oder schmal spatelförmig und auch häufig grob gezähnt. Stängel und Laubblätter sind locker zottig behaart.

### Generative Merkmale
In einem rispigen Gesamtblütenstand stehen die in der Regel sehr zahlreichen Blütenkörbchen (über 100 bis zu einigen Tausend). Die Blütenkörbchen sind 3 bis 4 Millimeter lang. Die unbehaarten Hüllblätter stehen in zwei bis drei undeutlichen Reihen, die inneren sind etwas länger als die äußeren.
Jedes Blütenkörbchen enthält 50 bis 65 Blüten. Die zwittrigen Röhrenblüten sind gelblich bis grünlich, die 25 bis 45 randlichen Zungenblüten weißlich oder grünlich, ab und zu auch mit einem Violettstich. Die Zungenblüten sind nur einige Millimeter lang, mehr oder weniger aufrecht und überragen die Hülle nur um etwa 1 Millimeter. Die Blütezeit reicht in Europa von Juli bis Oktober.
Bei Reife bildet sich auf den um 1 mm langen Achänen ein schmutzigweißer Pappus aus einfachen und gezähnten Haaren von 2 bis 3 Millimeter Länge.
Die Chromosomenzahl beträgt 2n = 18.

## Ökologie
In den Blüten findet vermutlich Selbstbestäubung statt. Sie bildet reichlich Früchte, die sich mit dem Wind als Schirmchenflieger ausbreiten. Es wurden um 25.000, bei stattlichen Exemplaren sogar 250.000 Früchte gezählt.
Das Kanadische Berufkraut ist eine bis einen Meter tief wurzelnde Pionierpflanze. Sie tritt bei der Wiederbesiedlung von Brachflächen optimal vor allem im zweiten und dritten Jahr auf.
Varietäten von Conyza canadensis waren die ersten durch extremen Selektionsdruck durch Glyphosat in den USA entstandenen und nachgewiesenen sogenannten Superweeds. Man nimmt an, dass sie im Zusammenhang mit der Kultur glyphosat-resistenter (GR)-Sojabohnen auftauchten.

## Vorkommen
Das Kanadische Berufkraut ist ursprünglich in Nordamerika vom südlichen Kanada bis in die USA verbreitet.
Exemplare wurden Mitte des 17. Jahrhunderts nach Europa eingeschleppt und sind verwildert. Mitte des 18. Jahrhunderts war der Neophyt schon über ganz Mitteleuropa verbreitet. Die genauere Einwanderungsgeschichte hat Kurt Wein (1932) erforscht. Das Kanadische Berufkraut wurde in Europa zuerst 1646 als Gartenpflanze in einem Katalog des Botanischen Gartens in Altdorf bei Nürnberg von Ludwig Jungermann erwähnt. Die Art wurde vermutlich aus Kanada zunächst in die französischen Gärten eingeführt. Belegt ist sie dort aber erst durch eine Angabe im Jahr 1653. Die ersten Nachrichten über die Verwilderung und Einbürgerung kommen aus Frankreich. Bereits 1659 war sie um Paris so verbreitet, dass Denis Joncquet meinte, es müsse sich um eine einheimische Art handeln.
Heute ist das Kanadische Berufkraut weltweit verschleppt worden und tritt nur in den Tropen, Subtropen und in der Arktis seltener auf. Nach dem Zweiten Weltkrieg war das Kanadische Berufkraut im zerbombten Stuttgart nach Wilhelm Kreh die zweithäufigste Trümmerschuttpflanze; in der Häufigkeit nach dem Weißen Gänsefuß (Chenopodium album) und vor dem Huflattich (Tussilago farfara).
Das Kanadische Berufkraut kommt in Mitteleuropa allgemein verbreitet in lückigen Unkrautfluren, in Pflasterfugen, an Schuttplätzen, Wegen, Dämmen, in Äckern und Brachen oder in Schlägen oder Brandflächen des Waldes vor. Es gedeiht auf mäßig stickstoffreichen, vorzugsweise sandigen Böden. Das Kanadische Berufkraut ist eine Wärme liebende Lichtpflanze und es fehlt demgemäß in Gegenden mit rauem Klima. Nach Ellenberg ist sie eine Ordnungs-Charakterart der Rauken-Gesellschaften oder annueller Ruderalgesellschaften (Sisymbrietalia). Nach Oberdorfer ist sie pflanzensoziologisch in Mitteleuropa eine schwache Charakterart des Conyzo-Lactucetum serriolae aus dem Verband Sisymbrion.
Die ökologischen Zeigerwerte nach Landolt et al. 2010 sind in der Schweiz: Feuchtezahl F = 2+ (frisch), Lichtzahl L = 4 (hell), Reaktionszahl R = 4 (neutral bis basisch), Temperaturzahl T = 4 (kollin), Nährstoffzahl N = 3 (mäßig nährstoffarm bis mäßig nährstoffreich), Kontinentalitätszahl K = 3 (subozeanisch bis subkontinental).

## Taxonomie
Die Erstveröffentlichung von Erigeron canadensis L. erfolgte 1753 durch Carl von Linné in Species Plantarum, Tomus II, S. 863, dies ist bei vielen Autoren auch der akzeptierte Name. Der von anderen Autoren akzeptierte Name Conyza canadensis (L.) Cronquist wurde 1943 durch Arthur John Cronquist in Bulletin of the Torrey Botanical Club, Volume 70, S. 632 veröffentlicht. Das Artepitheton canadensis bedeutet „aus Kanada“. Es gibt einige weitere Synonyme.

## Inhaltsstoffe
Sie enthält ätherische Öle mit Limonen und Gerbstoffe.

## Essbarkeit
Von April bis Juli können die Blätter in Kräutermischungen, Kräuterbutter oder Kräutersalz verwendet werden. Der Geschmack ist würzig bitter.